# Eminhamsterrat
De eminhamsterrat (Cricetomys emini) is een knaagdier die in het wild in Afrika voorkomt.

## Kenmerken
Het gewicht van de eminhamsterrat is rond de 1 kg, de lengte ongeveer 80 centimeter (met staart). Hij heeft een bruine kleur en een kale staart, die vaak aan het uiteinde wit is.

## Leefwijze
De hamsterrat wordt nog weleens als huisdier gehouden; ze zijn ook te zien in de dierentuin, mits er een nachtdierenhuis is. De eminhamsterrat is namelijk vooral 's nachts actief en kruipt bij elk straaltje licht gelijk zijn hol in: zonlicht is zelfs gevaarlijk.

## Voortplanting
De eminhamsterrat is ongeveer een maand drachtig en werpt twee tot vier jongen per keer. De gemiddelde levensverwachting van de eminhamsterrat is vier tot vijf jaar.

## Landmijnen
Deze ratten worden  gebruikt om landmijnen in Afrika op te sporen. Ze worden getraind om daarbij op de geur van TNT af te gaan. Hebben ze een mijn gevonden, dan blijven ze erbovenop zitten. Door het geringe gewicht van de rat komt de mijn niet tot ontploffing.